# Cristian David
Cristian David z domu Troacă (ur. 26 grudnia 1967 w Bukareszcie) – rumuński polityk i ekonomista, senator, minister w trzech gabinetach.

## Życiorys
W 1997 ukończył studia ekonomiczne na wydziale statystyki, cybernetyki i informatyki Akademii Studiów Ekonomicznych w Bukareszcie. W 2006 na tej uczelni doktoryzował się w zakresie ekonomii. Od 1986 pracował w przedsiębiorstwie przemysłowym TMUCB w Bukareszcie, m.in. jako projektant. Od 1992 obejmował dyrektorskie stanowiska w firmach zajmujących się importem i eksportem oraz konsultingiem. W latach 1997–1998 pełnił funkcję radcy w ministerstwie młodzieży i sportu. Był też wykładowcą w macierzystej szkole wyższej.
Zaangażował się w działalność polityczną w ramach Partii Narodowo-Liberalnej, od 1990 był jej koordynatorem w środowiskach uniwersyteckich, a w latach 1993–1997 sekretarzem generalnym jej młodzieżówki TNL. W strukturze partyjnej zajmował także stanowiska dyrektora do spraw stosunków zewnętrznych, przewodniczącego komisji spraw zagranicznych i członka stałego biura centralnego.
W latach 2004–2012 przez dwie kadencje zasiadał w rumuńskim Senacie. Był członkiem obu rządów Călina Popescu-Tăriceanu. Pełnił w nich funkcje ministra delegowanego do spraw nadzoru nad wdrażaniem programów finansowanych z funduszy międzynarodowych oraz nad egzekwowaniem wspólnotowego dorobku prawnego (2004–2007) oraz ministra spraw wewnętrznych i reformy administracji (2007–2008). W 2012 powołany na ministra delegowanego do spraw diaspory w drugim gabinecie Victora Ponty, urząd ten sprawował do 2014.
Był oskarżony o przyjęcie łapówki w kwocie 500 tys. euro w okresie kierowania resortem spraw wewnętrznych. W pierwszej instancji skazany na karę 5 lat pozbawienia wolności, ostatecznie w postępowaniu odwoławczym w 2019 został uniewinniony od popełnienia tego czynu.

## Życie prywatne
Nazwisko David przyjął po pierwszej żonie. Jego drugą żoną została projektantka Vanda Vlasov, córka prawnika i polityka Mihaila Vlasova.